# Liste der Brücken über den Tessin in der Schweiz
Die Liste der Brücken über den Tessin in der Schweiz enthält die Brücken des Tessin im Kanton Tessin in der Schweiz, von der Quelle nordöstlich des Nufenenpasses bis zur Mündung in der unteren Magadinoebene (Gemeinde Locarno) in den Lago Maggiore.

## Brückenliste
108 Übergänge überqueren den Fluss: 62 Strassen-, 28 Fussgänger-, 10 Eisenbahn- und acht Feldwegbrücken.
| Bild | Name                                                | Ort(e)                     | Lage | Funktion                                                                                     | Konstruktion             | Material    | Länge in m | Höhe m ü. M. | Bemerkungen |
| ---- | --------------------------------------------------- | -------------------------- | ---- | -------------------------------------------------------------------------------------------- | ------------------------ | ----------- | ---------- | ------------ | --- |
|      | Nufenenpassstrasse-Übergang                         | Bedretto                   |      | Hauptstrasse (zweispurig) 413                                                                | Bachdurchlass            | Beton       |            | 2283         | - Die 1969 eröffnete Passstrasse ist im Winter gesperrt (November–Mai). - Maximale Tragfähigkeit: 28 t - PostAuto-Buslinie 111 (Nufenenpass-Linie: Airolo – All'Acqua – Nufenenpass – Oberwald) |
|      | Steg bei Cruina                                     | Bedretto                   |      | Fussgängerbrücke                                                                             | Balkenbrücke             | Holz        | 5          | 2025         | - Wanderland-Route 49 Vier-Quellen-Weg (Etappe 4 Capanna Piansecco CAS – Obergesteln) - Bergwanderweg |
|      | Nufenenpassstrasse-Brücke bei Cruina                | Bedretto                   |      | Strassenbrücke (zweispurig) 413                                                              | Balkenbrücke             | Beton       | 18         | 2024         | - Die 1969 eröffnete Passstrasse ist im Winter gesperrt (November–Mai). - Maximale Tragfähigkeit: 28 t - PostAuto-Buslinie 111 (Nufenenpass-Linie: Airolo – All'Acqua – Nufenenpass – Oberwald) |
|      | Nufenenpassstrasse-Übergang bei Alpe di Cruina      | Bedretto                   |      | Hauptstrasse (zweispurig) 413                                                                | Bachdurchlass            | Beton       |            | 1989         | - Die 1969 eröffnete Passstrasse ist im Winter gesperrt (November–Mai). - Maximale Tragfähigkeit: 28 t - PostAuto-Buslinie 111 (Nufenenpass-Linie: Airolo – All'Acqua – Nufenenpass – Oberwald) |
|      | Brücke bei Bolle di Paltano                         | Bedretto                   |      | Feldwegbrücke                                                                                | Balkenbrücke             | Beton       | 15         | 1944         | - Bergwanderweg |
|      | Steg bei Paltano                                    | Bedretto                   |      | Fussgängerbrücke                                                                             | Balkenbrücke             | Stahl       | 10         | 1871         | - Bergwanderweg |
|      | Steg beim Rialle delle Pecore                       | Bedretto                   |      | Fussgängerbrücke                                                                             | Balkenbrücke             | Holz        | 7          | 1784         | |
|      | Brücke unterhalb All'Acqua                          | Bedretto                   |      | Feldwegbrücke                                                                                | Balkenbrücke             | Beton       | 9          | 1612         | - Allgemeines Fahrverbot - Bergwanderweg - Eine Skitour von All'Acqua zum Poncione di Val Piana führt über die Brücke. |
|      | Steg bei All'Acqua                                  | Bedretto                   |      | Fussgängerbrücke                                                                             | Balkenbrücke             | Holz        | 7          | 1598         | |
|      | Brücke unterhalb Ciòss Prato                        | Bedretto                   |      | Fussgängerbrücke                                                                             | Balkenbrücke             | Stein       | 17         | 1560         | |
|      | Brücke oberhalb Selva                               | Bedretto                   |      | Feldwegbrücke                                                                                | Balkenbrücke             | Beton       | 20         | 1496         | |
|      | Brücke bei Selva                                    | Bedretto                   |      | Feldwegbrücke                                                                                | Balkenbrücke             | Beton       | 17         | 1478         | - Allgemeines Fahrverbot |
|      | Nufenenpassstrasse-Brücke bei Bivio per Ronco       | Bedretto                   |      | Strassenbrücke (zweispurig) mit Trottoirs 413                                                | Balkenbrücke             | Beton       | 31         | 1470         | - Die Passstrasse wurde 1969 eröffnet. - Maximale Tragfähigkeit: 34 t - Mountainbike-Route 390 Alpi Bedretto Bike (Pesciüm – Airolo) |
|      | Nufenenpassstrasse-Brücke unterhalb Ronco           | Bedretto                   |      | Strassenbrücke (zweispurig) mit Trottoir 413                                                 | Balkenbrücke             | Beton       | 85         | 1412         | - Die Passstrasse wurde 1969 eröffnet. - Maximale Tragfähigkeit: 34 t |
|      | Schavú-Brücke                                       | Bedretto                   |      | Feldwegbrücke                                                                                | Balkenbrücke             | Beton       | 38         | 1379         | - Wanderland-Route 62 Walserweg Gottardo (Etappe 8 Robiei – Bedretto) - Die Bedretto-Langlaufloipe führt über die Brücke. - Flussabwärts erstreckt sich das 13 Hektaren grosse national geschützte Auengebiet Bosco dei Valloni. |
|      | Nufenenpassstrasse-Brücke                           | Villa Bedretto             |      | Strassenbrücke (zweispurig) mit Trottoirs 413                                                | Balkenbrücke             | Beton       | 60         | 1325         | - Die Passstrasse wurde 1969 eröffnet. - Maximale Tragfähigkeit: 34 t |
|      | Via Villa-Brücke                                    | Villa Bedretto             |      | Strassenbrücke (zweispurig)                                                                  | Balkenbrücke             | Beton Stahl | 44         | 1316         | - Die Brücke mit vorgespannten Zugstangen wurde 1996 erstellt. - Das Bauwerk ersetzte eine Brücke von 1923. - Mindestabstand für Lastwagen und Busse: 10 m - PostAuto-Buslinien 111 (Nufenenpass-Linie: Airolo – All'Acqua – Nufenenpass – Oberwald) und 112 (Airolo – Bedretto – All'Acqua) - Mountainbike-Route 390 Alpi Bedretto Bike (Pesciüm – Airolo) |
|      | Steg bei Volpengo                                   | Bedretto                   |      | Fussgängerbrücke                                                                             | Balkenbrücke             | Holz        | 11         | 1296         | - Der Übergang befindet sich im 16 Hektaren grossen national geschützten Auengebiet Soria. |
|      | Suría di Sotto-Brücke                               | Bedretto                   |      | Strassenbrücke (zweispurig)                                                                  | Balkenbrücke             | Stahl Holz  | 46         | 1280         | |
|      | Géira-Brücke                                        | Airolo                     |      | Feldwegbrücke                                                                                | Balkenbrücke             | Beton       | 31         | 1250         | - Wanderweg - Der Übergang befindet sich im 10 Hektaren grossen national geschützten Auengebiet Geròra. |
|      | Isola-Brücke                                        | Airolo                     |      | Strassenbrücke (zweispurig)                                                                  | Balkenbrücke             | Beton       | 31         | 1143         | - Die Brücke führt zum Schiessstand Isola auf der rechten Flussseite. |
|      | Via della Stazione-Brücke                           | Airolo                     |      | Strassenbrücke (zweispurig) mit Trottoirs 413                                                | Balkenbrücke             | Beton       | 140        | 1133         | - Die Brücke wurde in den 1970er Jahren erstellt. - Höchstgeschwindigkeit 80 km/h - PostAuto-Buslinien 111 (Nufenenpass-Linie: Airolo – All'Acqua – Nufenenpass – Oberwald), 112 (Airolo – Bedretto – All'Acqua) und 113 (Airolo – Nante) - Mountainbike-Route 391 Airolo Bike - Wanderland-Route 6 Alpenpässe-Weg (Etappe 13 Airolo – Cap. Corno-Gries) und Route 59 Sentiero Cristallina (Etappe 3 Cap. Cristallina – Airolo) |
|      | Albinengo-Viadukt                                   | Airolo                     |      | Autostrassenbrücke (zweispurig) 2P                                                           | Balkenbrücke             | Beton       | 413        | 1133         | - Die Brücke wurde 1970–1972 erstellt und 1976 eröffnet. - Die Strasse über den Gotthardpass ist im Winter gesperrt (November–Mai). - Höchstgeschwindigkeit 80 km/h - Die Umfahrungsbrücke von Airolo überquert auch die Via della Stazione-Brücke (Hauptstrasse 413), die Strasse zum Rückhaltebecken und eine A2-Autobahnausfahrtstrasse. |
|      | Brücke bei Baustelle Zweite Röhre Gotthard          | Airolo                     |      | Feldwegbrücke                                                                                | Bogenbrücke              | Stein       | 57         | 1132         | - Die Brücke wurde 1916/17 erstellt. - Das Bauwerk überquert auch eine lokale Strasse zum Rückhaltebecken Airolo. |
|      | Stauwehr-Brücke                                     | Airolo                     |      | Wehrbrücke                                                                                   | Balkenbrücke             | Beton       | 75         | 1122         | - Privater Werkübergang |
|      | A2-Anschlussstelle 41-Ausfahrtsbrücke Süd           | Airolo                     |      | Strassenbrücke (einspurig) mit Pannenstreifen                                                | Hohlkastenbrücke         | Beton       | 120        | 1120         | - Einbahnstrasse - Rechtskurve (gebogene Brücke) - Höchstgeschwindigkeit 40 km/h - Die Ausfahrtsbrücke nach Airolo, Bedretto und Nufenen überquert auch eine Lokalstrasse. |
|      | A2-Anschlussstelle 41-Brücke                        | Airolo                     |      | Strassenbrücke (zweispurig)                                                                  | Hohlkastenbrücke         | Beton       | 217        | 1118         | - Höchstgeschwindigkeit 80 km/h - Das Bauwerk überquert auch die A2 und eine Lokalstrasse. - Die Ausfahrt Süd führt nach Airolo und über den Gotthardpass. - Die Einfahrt Nord führt durch den Gotthardtunnel nach Luzern und Zürich. |
|      | A2-Anschlussstelle 41-Einfahrtsbrücke Süd           | Airolo                     |      | Strassenbrücke (einspurig) mit Pannenstreifen                                                | Hohlkastenbrücke         | Beton       | 153        | 1117         | - Einbahnstrasse - Höchstgeschwindigkeit 80 km/h - Das Bauwerk überquert auch eine Lokalstrasse. - Die Einfahrt Süd führt nach Bellinzona, Lugano und Milano. |
|      | Steg bei Raviròi                                    | Airolo                     |      | Fussgängerbrücke                                                                             | Bogenbrücke              | Stahl       | 20         | 1107         | - Wegen der Baustelle des zweiten Gotthardtunnels ist der Übergang gesperrt. - Wanderland-Route 7 ViaGottardo (Etappe 12 Airolo – Rodi) |
|      | A2-Übergang                                         | Airolo                     |      | Autobahn (fünfspurig) mit Pannenstreifen                                                     | Bachdurchlass            | Beton       |            | 1103         | - Höchstgeschwindigkeit 80 km/h (Fahrtrichtung Nord) - Höchstgeschwindigkeit 100 km/h (Fahrtrichtung Süd) - Südlich des Übergangs befindet sich der Stalvredotunnel. |
|      | Stalvedrobrücke                                     | Airolo                     |      | Eisenbahnbrücke (zweigleisig)                                                                | Bogenbrücke              | Stein       | 83         | 1092         | - Die Brücke wurde 1882 erstellt. - Gotthardbahn: Bahnstrecke Immensee–Chiasso |
|      | Brücke unterhalb des Oratoriums Santa Maria Vergine | Airolo                     |      | Strassenbrücke (zweispurig)                                                                  | Balkenbrücke             | Beton       | 20         | 1079         | |
|      | A2-Brücke                                           | Airolo                     |      | Autobahnbrücke (vierspurig) mit Pannenstreifen                                               | Balkenbrücke             | Beton       | 28         | 1050         | - Höchstgeschwindigkeit 120 km/h |
|      | Sort-Brücke (A2-Autobahn)                           | Airolo                     |      | Autobahnbrücke (vierspurig) mit Pannenstreifen                                               | Balkenbrücke             | Beton       | 95         | 1032         | - Die Brücke wurde 1977 erstellt. - Höchstgeschwindigkeit 120 km/h |
|      | Hauptstrasse-Brücke                                 | Airolo                     |      | Strassenbrücke (zweispurig) mit Trottoir                                                     | Balkenbrücke             | Beton       | 267        | 1030         | - Höchstgeschwindigkeit 80 km/h - Die Brücke überquert auch die Autobahn A2. - Mountainbike-Route 85 St.-Gotthard-fünf-Pässe-Bike (Etappe 1 Airolo – Olivone) - Veloland-Route 3 Nord-Süd-Route (Etappe 6 Airolo – Bellinzona) - PostAuto-Buslinien 117 (Airolo – Ambrì-Piotta – Quinto – Rodi – Dalpe) und 120 (Airolo – Faido – Biasca – Osogna) |
|      | Via Funicolare Ritom-Brücke                         | Piotta                     |      | Strassenbrücke (zweispurig) mit Trottoir                                                     | Balkenbrücke             | Beton       | 142        | 1008         | - Mindestabstand für Lastwagen und Busse: 10 m - Höchstgeschwindigkeit 80 km/h - Die Brücke überquert auch die Autobahn A2. - PostAuto-Buslinien 116 (Ambrì-Piotta – Altanca – Deggio – Lurengo) und 117 (Airolo – Ambrì-Piotta – Quinto – Rodi – Dalpe) - 80 m flussabwärts auf der linken Flussseite befindet sich die hydrometrische Messstation Ticino - Piotta des Bundesamts für Umwelt (BAFU). |
|      | Via Centrale Ritom-Brücke                           | Piotta                     |      | Fussgängerbrücke                                                                             | Fachwerkbrücke           | Stahl       | 33         | 1003         | - Das Bahngleis des Kraftwerks Ritom über die Brücke wurde stillgelegt (Spurrillen wurden mit Beton überdeckt). - Mountainbike-Route 85 St.-Gotthard-fünf-Pässe-Bike (Etappe 1 Airolo – Olivone) - Wanderweg |
|      | Iriscia-Brücke                                      | Piotta                     |      | Fussgängerbrücke                                                                             | Bogenbrücke              | Stahl Holz  | 38         | 986          | - Die Brücke wurde 1991 erstellt. - Wanderland-Route 7 ViaGottardo (Etappe 12 Airolo – Rodi) - Der Übergang ist nicht behindertengerecht (Treppe). |
|      | Militärplatz Ambrì-Brücke                           | Piotta                     |      | Strassenbrücke (zweispurig)                                                                  | Balkenbrücke             | Beton       | 47         | 985          | - Die Brücke diente als Rollbahn zum Militärflugplatz Ambrì. - Die Brücke ist nicht öffentlich zugänglich und führt heute zu einem Abstellplatz des Militärs. |
|      | Brücke bei Morenca                                  | Quinto – Ambrì             |      | Fussgängerbrücke                                                                             | Balkenbrücke             | Beton       | 43         | 979          | - Wanderweg |
|      | A2-Brücke                                           | Quinto – Ambrì             |      | Autobahnbrücke (vierspurig) mit Pannenstreifen                                               | Balkenbrücke             | Beton       | 150        | 978          | - Höchstgeschwindigkeit 120 km/h - Der Riale Murenca mündet auf der linken Seite in den Tessin. |
|      | Via Quinto-Brücke                                   | Quinto – Ambrì             |      | Strassenbrücke (zweispurig) mit Trottoir                                                     | Balkenbrücke             | Beton       | 50         | 975          | - Höchstgeschwindigkeit 80 km/h - PostAuto-Buslinie 117 (Airolo – Ambrì-Piotta – Quinto – Rodi – Dalpe) |
|      | Brücke bei Audan                                    | Quinto – Ambrì             |      | Strassenbrücke (zweispurig) mit Rohrleitung an der Brückenwand                               | Balkenbrücke             | Beton       | 37         | 969          | - Höchstgeschwindigkeit 80 km/h - Veloland-Route 3 Nord-Süd-Route (Etappe 6 Airolo – Bellinzona) - Wanderland-Route 7 ViaGottardo (Etappe 12 Airolo – Rodi) |
|      | Brücke bei Hauptstrasse 2                           | Quinto – Ambrì             |      | Feldwegbrücke mit Rohrleitung an der Brückenwand                                             | Balkenbrücke             | Beton       | 14         | 960          | |
|      | Varenzo-Brücke                                      | Quinto – Ambrì             |      | Strassenbrücke (vierspurig) mit Trottoirs                                                    | Balkenbrücke             | Beton       | 57         | 956          | - Die Brücke führt zur A2-Anschlussstelle 42 Quinto. - PostAuto-Buslinie 117 (Airolo – Ambrì-Piotta – Quinto – Rodi – Dalpe) - Auf der rechten Seite befindet sich die Bushaltestelle Varenzo, Bivio. |
|      | Brücke beim Stauwehr Rodi-Fiesso                    | Quinto – Rodi-Fiesso       |      | Fussgängerbrücke                                                                             | Balkenbrücke             | Stahl       | 17         | 946          | - Wanderweg - Der Übergang ist nicht behindertengerecht (Treppe). |
|      | Wehrsteg Cosengo                                    | Rodi-Fiesso                |      | Fussgängerbrücke                                                                             | Balkenbrücke             | Beton       | 70         | 944          | - Privater Werkübergang |
|      | Brücke bei Aunet                                    | Rodi-Fiesso                |      | Strassenbrücke (zweispurig)                                                                  | Balkenbrücke             | Beton       | 25         | 939          | - Veloland-Route 3 Nord-Süd-Route (Etappe 6 Airolo – Bellinzona) |
|      | A2-Übergang                                         | Rodi-Fiesso                |      | Autobahn (fünfspurig) mit Pannenstreifen                                                     | Bachdurchlass            | Beton       |            | 936          | - Höchstgeschwindigkeit 100 km/h |
|      | SBB-Brücke bei Dazio Grande                         | Osco                       |      | Eisenbahnbrücke (zweigleisig)                                                                | Bogenbrücke              | Stein       | 135        | 920          | - Höchstgeschwindigkeit 80 km/h - Gotthardbahn: Bahnstrecke Immensee–Chiasso - Die Brücke überquert auch die Autobahn A2. |
|      | Via San Gottardo-Brücke                             | Osco                       |      | Strassenbrücke (zweispurig) mit Trottoir                                                     | Balkenbrücke             | Beton       | 130        | 919          | - Höchstgeschwindigkeit 80 km/h - PostAuto-Buslinie 120 (Airolo – Faido – Biasca – Osogna) - Veloland-Route 3 Nord-Süd-Route (Etappe 6 Airolo – Bellinzona) - Die Brücke überquert auch einen Autobahn A2-Tunnel (Galleria del Piottino). |
|      | Brücke bei Dazio Grande                             | Osco                       |      | Fussgängerbrücke                                                                             | Bogenbrücke              | Stein       | 15         | 917          | - Die Brücke wurde 1876 erstellt. - Wanderland-Route 7 ViaGottardo (Etappe 13 Rodi – Lavorgo) |
|      | Mezzo-Brücke                                        | Osco                       |      | Fussgängerbrücke                                                                             | Bogenbrücke              | Stein       | 20         | 866          | - Die Brücke wurde 1823 erstellt. - Wanderland-Route 7 ViaGottardo (Etappe 13 Rodi – Lavorgo) |
|      | Brücke über die Piottino-Schlucht                   | Osco                       |      | Eisenbahnbrücke (zweigleisig)                                                                | Balkenbrücke             | Beton       | 40         | 858          | - Höchstgeschwindigkeit 80 km/h - Gotthardbahn: Bahnstrecke Immensee–Chiasso |
|      | Via San Gottardo-Brücke bei Piottino                | Osco                       |      | Strassenbrücke (zweispurig)                                                                  | Bogenbrücke              | Stein       | 35         | 839          | - Höchstgeschwindigkeit 80 km/h - PostAuto-Buslinie 120 (Airolo – Faido – Biasca – Osogna) - Veloland-Route 3 Nord-Süd-Route (Etappe 6 Airolo – Bellinzona) |
|      | Vicinanza-Brücke                                    | Osco                       |      | Strassenbrücke (zweispurig) mit Trottoir                                                     | Bogenbrücke              | Stein       | 33         | 824          | - Die Brücke ist im Inventar historischer Verkehrswege der Schweiz (IVS) mit Bild erwähnt. - Mindestabstand für Lastwagen und Busse: 10 m - Schleudergefahr - Wanderland-Route 7 ViaGottardo (Etappe 13 Rodi – Lavorgo) |
|      | Via Cantonale-Brücke                                | Osco                       |      | Strassenbrücke (zweispurig) mit Trottoir                                                     | Bogenbrücke              | Stein       | 107        | 779          | |
|      | Pardoreia-Brücke                                    | Osco                       |      | Strassenbrücke (zweispurig)                                                                  | Balkenbrücke             | Beton Stahl | 130        | 760          | - Die leicht gekrümmte und schräge Brücke wurde 2019/20 erstellt. - Höchstgeschwindigkeit 80 km/h - PostAuto-Buslinie 120 (Airolo – Faido – Biasca – Osogna) - Veloland-Route 3 Nord-Süd-Route (Etappe 6 Airolo – Bellinzona) - Das Bauwerk unterquert auch die Polmengo-Eisenbahnbrücke. |
|      | Polmengo-Brücke                                     | Osco                       |      | Eisenbahnbrücke (zweigleisig)                                                                | Bogenbrücke              | Stein       | 103        | 761          | - Höchstgeschwindigkeit 80 km/h - Gotthardbahn: Bahnstrecke Immensee–Chiasso - Das Bauwerk überquert auch die Pardoreia-Strassenbrücke (Hauptstrasse 2). |
|      | Fontanelle-Brücke                                   | Mairengo – Osco            |      | Strassenbrücke (zweispurig)                                                                  | Bogenbrücke              | Stein       | 53         | 751          | - Die Brücke ist im Inventar historischer Verkehrswege der Schweiz (IVS) mit Bild erwähnt. |
|      | Strassenbrücke bei Mondella                         | Mairengo                   |      | Strassenbrücke (zweispurig)                                                                  | Balkenbrücke             | Beton       | 38         | 738          | - Wanderweg |
|      | Isola-Brücke                                        | Faido                      |      | Fussgängerbrücke                                                                             | Balkenbrücke             | Stahl Holz  | 38         | 707          | - Wanderweg |
|      | Maglio-Brücke                                       | Faido                      |      | Strassenbrücke (zweispurig)                                                                  | Bogenbrücke              | Stein       | 45         | 697          | - Die Brücke wurde 1889 erstellt. - Wanderweg |
|      | Saresc-Viadukt                                      | Faido                      |      | Autobahnbrücke (vierspurig) mit Pannenstreifen                                               | Hohlkastenbrücke         | Beton       | 460        | 688          | - Höchstgeschwindigkeit 100 km/h - Die Brücke überquert auch eine Lokalstrasse (Via Saresc). - Das Bauwerk führt westlich in die Galleria della Piumogna. |
|      | Brücke beim Schiessstand Faidesi                    | Faido                      |      | Fussgängerbrücke                                                                             | Bogenbrücke              | Stahl       | 35         | 679          | - Eine Schiessfeld quert die Brücke. Ein Warnschild ist an einem abschliessbarem Tor bei der Brücke angebracht: "Halt. Schiessgefahr, Durchgang verboten". |
|      | Brücke unterhalb Paradiso                           | Chiggiogna                 |      | Fussgängerbrücke                                                                             | Balkenbrücke             | Beton       | 38         | 661          | - Veloland-Route 3 Nord-Süd-Route (Etappe 6 Airolo – Bellinzona) - Wanderland-Route 7 ViaGottardo (Etappe 13 Rodi – Lavorgo) |
|      | A2-Brücke                                           | Chiggiogna                 |      | Autobahnbrücke (vierspurig) mit Pannenstreifen                                               | Balkenbrücke             | Beton       | 290        | 657          | - Höchstgeschwindigkeit 120 km/h |
|      | A2-Anschlussstelle 43-Brücke                        | Chiggiogna                 |      | Strassenbrücke (zweispurig)                                                                  | Balkenbrücke             | Beton       | 44         | 654          | - Höchstgeschwindigkeit 80 km/h - Die Brücke führt zur A2-Anschlussstelle 43 Faido. |
|      | In Bálma-Brücke                                     | Chiggiogna                 |      | Strassenbrücke (zweispurig) mit Trottoir                                                     | Balkenbrücke             | Beton       | 47         | 647          | - Wanderweg - Flussabwärts erstreckt sich das 28 Hektaren grosse national geschützte Auengebiet Chiggiogna-Lavorgo. |
|      | Via Centrale-Brücke                                 | Lavorgo – Nivo             |      | Fussgänger- und Velobrücke                                                                   | Balkenbrücke             | Beton       | 87         | 606          | - Fussweg, Velos gestattet - Das SBB-Bahngleis über die Brücke wurde stillgelegt (Spurrillen wurden mit Beton überdeckt). |
|      | Wehrsteg                                            | Lavorgo – Nivo             |      | Fussgängerbrücke                                                                             | Balkenbrücke             | Beton       | 58         | 606          | - Privater Werkübergang |
|      | Brücke bei Renta Sass                               | Anzonico – Nivo            |      | Strassenbrücke (zweispurig) mit Trottoir                                                     | Balkenbrücke             | Beton       | 58         | 596          | - PostAuto-Buslinie 123 (Lavorgo – Chironico) - Wanderland-Route 7 ViaGottardo (Etappe 13 Rodi – Lavorgo und Etappe 14 Lavorgo – Biasca) |
|      | Sasso-Brücke                                        | Anzonico – Chironico       |      | Strassenbrücke (zweispurig)                                                                  | Bogenbrücke              | Stein       | 25         | 570          | - Die Brücke wurde 1834 erstellt. - Veloland-Route 3 Nord-Süd-Route (Etappe 6 Airolo – Bellinzona) |
|      | A2-Brücke                                           | Anzonico – Chironico       |      | Autobahnbrücke (fünfspurig) mit Pannenstreifen                                               | Hohlkastenbrücke         | Beton       | 230        | 562          | - Höchstgeschwindigkeit 100 km/h - Die Brücke überquert auch die Hauptstrasse 2. |
|      | Biaschina-Viadukt                                   | Giornico                   |      | Autobahnbrücke (fünfspurig) mit Pannenstreifen                                               | Hohlkastenbrücke         | Beton       | 645        | 453          | - Die Brücke wurde 1979–1983 erstellt. Sie überspannt die Biaschina-Schlucht. - Der Viadukt ist mit 110 Meter über dem Talgrund nach dem Pont sur la Mentue (115 Meter hoch) das zweithöchste Brückenbauwerk der Schweizer Nationalstrassen. - Höchstgeschwindigkeit 100 km/h - Die Brücke überquert auch die Hauptstrasse 2. |
|      | SBB-Brücke über die Biaschina-Schlucht              | Giornico                   |      | Eisenbahnbrücke (zweigleisig)                                                                | Bogenbrücke              | Stein       | 75         | 443          | - Höchstgeschwindigkeit 80 km/h - Gotthardbahn: Bahnstrecke Immensee–Chiasso |
|      | Via Longa-Brücke                                    | Giornico                   |      | Strassenbrücke (zweispurig) mit Rohrleitungen an der Brückenwand                             | Balkenbrücke             | Beton       | 60         | 428          | - Die Brücke befindet sich im 12 Hektaren grossen national geschützten Auengebiet Biaschina-Giornico. |
|      | Via Stazione-Brücke                                 | Giornico                   |      | Strassenbrücke (einspurig) mit Trottoir                                                      | Bogenbrücke              | Stein       | 93         | 382          | - Maximale Tragfähigkeit: 18 t - Veloland-Route 3 Nord-Süd-Route (Etappe 6 Airolo – Bellinzona) |
|      | Ponte Vecchio Piccolo                               | Giornico                   |      | Strassenbrücke (einspurig)                                                                   | Bogenbrücke              | Stein       | 25         | 377          | - Die romanische Steinbogenbrücke, erstmals um 1300 dokumentiert, wurde im 16. Jahrhundert verbreitert. - Verbot für Motorwagen: Anwohner gestattet - Maximale Tragfähigkeit: 3,5 t - Das Bauwerk verbindet die rechte Flussseite mit der bewohnten Giornico Insel («Isola dei due ponti»). - Wanderweg |
|      | Ponte Vecchio Grande                                | Giornico                   |      | Fussgängerbrücke                                                                             | Bogenbrücke              | Stein       | 30         | 377          | - Die romanische Steinbogenbrücke, erstmals um 1300 dokumentiert, wurde im 16. Jahrhundert verbreitert. - Verbot für Motorwagen - Das Bauwerk verbindet die linke Flussseite mit der bewohnten Giornico Insel. - Wanderweg |
|      | Untere Tessinbrücke                                 | Giornico                   |      | Eisenbahnbrücke (zweigleisig)                                                                | Balkenbrücke             | Beton       | 133        | 363          | - Höchstgeschwindigkeit 80 km/h - Gotthardbahn: Bahnstrecke Immensee–Chiasso |
|      | Via Industrie-Brücke                                | Giornico                   |      | Strassenbrücke (zweispurig)                                                                  | Balkenbrücke             | Beton       | 42         | 348          | |
|      | Nebengleis-Brücke                                   | Giornico                   |      | Eisenbahnbrücke (eingleisig)                                                                 | Balkenbrücke             | Beton       | 78         | 334          | - Das Rangiergleis führt zum Areal der ehemaligen Stahlfabrik Monteforno. |
|      | Stillgelegte Brücke                                 | Giornico                   |      | Eisenbahnbrücke                                                                              | Balkenbrücke             | Beton       | 75         | 334          | - Das Gleis auf der Brücke wurde entfernt. |
|      | Industriegleis-Brücke                               | Bodio                      |      | Eisenbahnbrücke (eingleisig)                                                                 | Balkenbrücke             | Beton       | 87         | 325          | - Die Brücke verbindet das Industriegebiet Ex Monteforno mit dem Bahnhof Bodio. |
|      | Brücke beim Campo Al Ram                            | Bodio                      |      | Fussgängerbrücke                                                                             | Balkenbrücke             | Beton       | 87         | 325          | |
|      | Via Cantonale-Brücke                                | Bodio – Personico          |      | Strassenbrücke (zweispurig) mit Trottoirs 409                                                | Balkenbrücke             | Beton       | 53         | 316          | - Höchstgeschwindigkeit 80 km/h - BPB-Buslinie 125 (Personico – Bodio) - Wanderweg |
|      | Personico-Viadukt                                   | Bodio – Personico          |      | Autobahnbrücke (fünfspurig) mit Pannenstreifen                                               | Balkenbrücke             | Beton       | 125        | 314          | - Höchstgeschwindigkeit 120 km/h |
|      | Strassenbrücke beim Kraftwerk Biaschina             | Pollegio – Personico       |      | Strassenbrücke (zweispurig)                                                                  | Bogenbrücke              | Beton       | 43         | 300          | - Maximale Tragfähigkeit: 2 t - Veloland-Route 3 Nord-Süd-Route (Etappe 6 Airolo – Bellinzona) - Wanderland-Route 7 ViaGottardo (Etappe 14 Lavorgo – Biasca) - Wanderweg Via Alpina R87 (Biasca – Capanna d'Efra) |
|      | Biasca-Brücke                                       | Pollegio – Personico       |      | Fussgängerbrücke                                                                             | Fachwerkbrücke           | Stahl       | 63         | 293          | - Wanderweg - 400 m flussabwärts auf der linken Flussseite befindet sich die hydrometrische Messstation Ticino - Pollegio, Campagna des Bundesamts für Umwelt (BAFU). |
|      | Hauptstrasse-Brücke                                 | Biasca                     |      | Strassenbrücke (zweispurig) mit Trottoir                                                     | Balkenbrücke             | Beton       | 170        | 282          | - Höchstgeschwindigkeit 80 km/h - PostAuto-Buslinie 222 (Bellinzona – Gnosca – Lodrino – Biasca) - Veloland-Route 3 Nord-Süd-Route (Etappe 6 Airolo – Bellinzona) - Wanderland-Route 2 Trans Swiss Trail (Etappe 28 Biasca – Bellinzona) und Route 7 ViaGottardo (Etappe 15 Biasca – Bellinzona) - Auf der rechten Flussseite befindet sich das national bedeutende Amphibienlaichgebiet Pozza Monzell. - Zwei Kilometer flussabwärts auf der rechten Flussseite befindet sich das 33 Hektaren grosse national bedeutende Amphibienlaichgebiet Lanche di Iragna. |
|      | Lodrino-Viadukt                                     | Osogna – Lodrino           |      | Autobahnbrücke (vierspurig) mit Pannenstreifen                                               | Balkenbrücke             | Beton       | 273        | 260          | - Höchstgeschwindigkeit 120 km/h (Fahrtrichtung Süd) - Höchstgeschwindigkeit 100 km/h (Fahrtrichtung Nord) - Auf der rechten Flussseite befindet sich das 9 Hektaren grosse national bedeutende Amphibienlaichgebiet Campi Grandi. |
|      | Via Traversa-Brücke                                 | Cresciano – Lodrino        |      | Strassenbrücke (zweispurig) mit Trottoirs                                                    | Balkenbrücke             | Beton       | 112        | 258          | - Höchstgeschwindigkeit 80 km/h - Wanderland-Route 2 Trans Swiss Trail (Etappe 28 Biasca – Bellinzona) und Route 7 ViaGottardo (Etappe 15 Biasca – Bellinzona) |
|      | Pontón-Brücke                                       | Claro – Preonzo            |      | Strassenbrücke (zweispurig) mit Trottoir                                                     | Balkenbrücke             | Beton       | 570        | 240          | - Höchstgeschwindigkeit 80 km/h - Veloland-Route 3 Nord-Süd-Route (Etappe 6 Airolo – Bellinzona) - Die Brücke überquert auch die Autobahn A2. |
|      | Schrägseilhängebrücke Claro-Gnosca                  | Castione – Gnosca          |      | Fussgänger- und Velobrücke mit kleinem Versorgungsrohr unterhalb der Fahrbahn                | Schrägseilbrücke         | Stahl       | 122        | 239          | - Die Brücke wurde 1997 vom Wasseraufbereitungskonsortium von Bellinzona und Riviera erstellt. - Gemeinsamer Rad- und Fussweg - Wanderweg |
|      | Passerella Gorduno-Castione                         | Castione – Gorduno         |      | Fussgänger- und Velobrücke                                                                   | Balkenbrücke             | Stahl       | 272        | 233          | - Die Brücke wurde 2021 erstellt. - Eine Beleuchtung der Brücke ist in den Geländern integriert. - Die Treppe auf der Gorduno-Seite bietet Zugang zum Auenbereich. - Wanderweg - Die Brücke überquert auch die Autobahn A2. |
|      | Viadukt Ticino Foce Moesa (A13-Autobahn)            | Castione – Gorduno         |      | Autobahnbrücke (vierspurig)                                                                  | Hohlkastenbrücke         | Beton       | 493        | 233          | - Höchstgeschwindigkeit 120 km/h (Fahrtrichtung San Bernardino) - Höchstgeschwindigkeit 60 km/h (Fahrtrichtung Autobahn A2) |
|      | Via Galbisio-Brücke                                 | Bellinzona                 |      | Strassenbrücke (zweispurig) mit Trottoirs                                                    | Balkenbrücke             | Beton       | 80         | 231          | - Höchstgeschwindigkeit 80 km/h |
|      | Passerella Pratocarasso-Galbisio                    | Bellinzona                 |      | Fussgängerbrücke                                                                             | Balkenbrücke             | Stahl       | 160        | 227          | - Die asymmetrische Brücke wurde 2009/10 erstellt. - Dem Bauwerk wurde vom Prix Acier in 2011 eine Anerkennung ausgehändigt. - Gemeinsamer Rad- und Fussweg - Metallpoller dienen als Durchfahrtssperre. |
|      | Via Giuseppe Lepori-Brücke                          | Bellinzona – Carasso       |      | Strassenbrücke (zweispurig) mit Trottoirs                                                    | Balkenbrücke             | Beton       | 260        | 221          | - Höchstgeschwindigkeit 80 km/h - PostAuto-Buslinie 222 (Bellinzona – Gnosca – Lodrino – Biasca) - Wanderweg |
|      | Passerella della Torretta                           | Bellinzona – Monte Carasso |      | Fussgänger- und Velobrücke                                                                   | Balkenbrücke Bogenbrücke | Stahl       | 172        | 217          | - Die Brücke wurde 2021/22 erstellt. - Gemeinsamer Rad- und Fussweg - Eine Wendeltreppe ermöglicht den Zugang zur Aue und dem kürzlich angelegten Flusspark. - Die Brücke überquert auch die Autobahn A2. - 40 m flussaufwärts auf der rechten Flussseite befindet sich die hydrometrische Messstation Ticino - Bellinzona des Bundesamts für Umwelt (BAFU). |
|      | Torretta-Brücke (Via Pierino Tatti)                 | Bellinzona – Monte Carasso |      | Strassenbrücke (vierspurig)                                                                  | Balkenbrücke             | Beton       | 170        | 216          | - Höchstgeschwindigkeit 80 km/h - Verbot für Velofahrer - Verbot für Fussgänger - PostAuto-Buslinien 311 (Locarno – Riazzino – Cugnasco – Gudo – Bellinzona) und 2 (Bellinzona FFS – Monte Carasso – Sementina – Giubiasco FFS) - Auf der östlichen Seite der Brücke befindet sich die Bushaltestelle Bellinzona, Via Pierino Tatti. |
|      | Passerella Bellinzona–Monte Carasso                 | Bellinzona – Monte Carasso |      | Fussgängerbrücke                                                                             | Bogenbrücke              | Stahl       | 200        | 215          | - Die gebogene Bogenbrücke wurde 2011 erstellt. - Im Handlauf wurde eine LED-Lichtanlage eingebaut. - Die Brücke wurde mit der «Nomination - Footbridge 2014» ausgezeichnet. - Gemeinsamer Rad- und Fussweg - Wanderweg |
|      | Brücke Giubiasco–Sementina (Via al Ticino)          | Giubiasco – Sementina      |      | Strassenbrücke (zweispurig) mit Trottoirs                                                    | Balkenbrücke             | Beton Stahl | 234        | 212          | - Die Brücke wurde 2008 erstellt. - Getrennter Rad- und Fussweg - Höchstgeschwindigkeit 50 km/h - PostAuto-Buslinie 2 (Bellinzona FFS – Monte Carasso – Sementina – Giubiasco FFS) |
|      | Morobbia-Viadukt (A2-Autobahn)                      | Giubiasco – Sementina      |      | Autobahnbrücke (sechsspurig) mit Pannenstreifen                                              | Balkenbrücke             | Beton       | 325        | 212          | - Höchstgeschwindigkeit 120 km/h - Flussabwärts auf der rechten Flussseite erstreckt sich das 54 Hektaren grosse national geschützte Auengebiet Boschetti. |
|      | Al Piano-Brücke                                     | Gudo                       |      | Strassenbrücke (zweispurig) mit Trottoir                                                     | Balkenbrücke             | Beton       | 260        | 204          | - Maximale Tragfähigkeit: 32 t - Höchstgeschwindigkeit 50 km/h - Skatingland-Route 88 Magadino Skate (Castione – Tenero) - Veloland-Route 31 Percorso Valle Maggia (Etappe 1 Bellinzona – Locarno) - Wanderweg - Beidseitig der Brücke befinden sich mehrere national bedeutende Amphibienlaichgebiete. |
|      | SBB-Brücke                                          | Riazzino                   |      | Eisenbahnbrücke (eingleisig)                                                                 | Fachwerkbrücke           | Stahl       | 256        | 197          | - Höchstgeschwindigkeit 115 km/h - Bahnstrecke Giubiasco–Locarno - Die Brücke ist das bedeutendste Bauwerk der Bahnstrecke. - 15 m flussaufwärts auf der linken Flussseite befindet sich die hydrometrische Messstation Ticino - Riazzino des Bundesamts für Umwelt (BAFU). - Flussaufwärts auf der linken Flussseite erstreckt sich das 44 Hektaren grosse national geschützte Auen- und Amphibienlaichgebiet Ciossa Antognini. - Auf der rechten Flussseite befindet sich das 86 Hektaren grosse national bedeutende Amphibienlaichgebiet Lanche Al Pizzante.  |
|      | Via allo Stradonino-Brücke                          | Quartino – Gordola         |      | Strassenbrücke (zweispurig) mit Trottoir und Rohrleitungen unterhalb der Brückenfahrbahn 406 | Balkenbrücke             | Beton       | 350        | 194          | - Höchstgeschwindigkeit 80 km/h - Veloland-Route 311 Percorso Pedemontano (Riazzino – Castione-Arbedo) - Bei der Mündung des Tessins in den Lago Maggiore erstreckt sich das 255 Hektaren grosse national geschützte Auen- und Amphibienlaichgebiet Bolle di Magadino. |